# دره لیر (کهگیلویه)
دره لیر (سرفاریاب)، روستایی از توابع بخش سرفاریاب شهرستان چران در استان کهگیلویه و بویراحمد ایران است.

## جمعیت
این روستا در دهستان سرفاریاب قرار دارد و براساس سرشماری مرکز آمار ایران در سال ۱۳۸۵، جمعیت آن ۳۰۸ نفر (۵۹خانوار) بوده‌است.